# Superjudge
Albums de Monster Magnet
Spine of God
(1992) Dopes to Infinity
(1995)
Singles
1. Evil
Sortie : 1992
2. Twin Earth
Sortie : 1993
3. Face Down
Sortie : 1993
4. Cage Around the Sun
Sortie : 1993

Superjudge est le deuxième album du groupe de rock américain Monster Magnet. Il est sorti le 6 avril 1993 sur le label A&M Records et a été produit par Dave Wyndorf.

## Historique
Après avoir signé avec la compagnie major A&M Records, le groupe s'installe dans les studios du Magic Shop à New York. L'album sera enregistré en octobre 1992 avec un nouveau guitariste, Ed Mundell (ex - The Atomic Bitchwax) en remplacement de John McBain qui avait quitté le groupe après la sortie de l'Ep Tab en 1991.
L'album sortira en avril 1993, alors que les États-Unis sont submergés par la vague déferlante de la musique Grunge. Il propose une musique dans la continuité de l'album précédent Spine of God avec des rythmiques bien lourdes, de grosses guitares, quelques percussions "exotiques" (Black Balloon) le tout nappé d'une ambiance psychédélique souvent proche de ce que faisait le groupe anglais Hawkwind (Dinosaur Vaccum) au début des années soixante dix. La reprise du titre Brainstorm, figurant sur leur album Doremi Fasol Latido (1972) a toute sa place sur cet album. Sur cet opus figure une autre reprise, Evil (Is Going On), écrite par Willie Dixon en 1954 et popularisée par Howlin' Wolf.
Twin Earth, Cage Around the Sun, Evil (Is Going On) et Face Down sortiront également sortis en singles.

## Liste des titres
- Neuf titres sur onze sont signés Dave Wyndorf.

| No  | Titre               | Auteur       | Durée |
| --- | ------------------- | ------------ | ----- |
| 1.  | Cyclops Revolution  |              | 5:43  |
| 2.  | Twin Earth          |              | 3:55  |
| 3.  | Superjudge          |              | 6:49  |
| 4.  | Cage Around the Sun |              | 4:55  |
| 5.  | Elephant Bell       |              | 3:59  |
| 6.  | Dinosaur Vacume     |              | 6:02  |
| 7.  | Evil (Is Going On)  | Willie Dixon | 3:14  |
| 8.  | Stadium             |              | 3:41  |
| 9.  | Face Down           |              | 4:11  |
| 10. | Brainstorm          | Nik Turner   | 8:04  |
| 11. | Black Balloon       |              | 3:05  |

## Les musiciens
- Dave Wyndorf : chant, guitares
- Ed Mundell : guitare solo
- Joe Calandra : basse
- Jon Kleiman : batterie

Charts single
| Single     | Chart            | Durée du classement | Position | Date        |
| ---------- | ---------------- | ------------------- | -------- | ----------- |
| Twin Earth | UK Singles Chart | 1 semaine           | 67e      | 29 mai 1993 |